# Carl Eliasson
Carl Edvard Eliasson, född den 14 december 1895 i Varberg, död där den 19 oktober 1959, var en svensk folkskollärare och  författare.

## Biografi
Efter studentexamen 1915 i Halmstad avlade Eliasson folkskollärareexamen 1917 i Växjö. Han medverkade i tidningar och tidskrifter med dikter, reseskildringar och artiklar och var aktiv i hembygdsrörelsen i Varberg. I bokform utkom flera diktsamlingar och prosa från hav och bygd i Halland.  